# Sten Lalesson (Sten Lalasons ätt)
Sten Lalesson (hjärtformigt blad), född på 1300-talet, död på 1400-talet, var en svensk häradshövding.

## Biografi
Sten Lalesson (hjärtformigt blad) var från 1399 till 1409 häradshövding i Aska härad.

### Familj
Sten Lalesson var gift Kristina Magnusdotter (Röde). De fick tillsammans dottern Elin Stensdotter som var gift med riksrådet, häradshövdingen Filip Bonde i Vedbo härad. Han hade även sonen väpnare, häradshövdingen Karl Stensson (Sten Lalasons ätt) i Aska härad.